# Lukáš Zima
Lukáš Zima (Hradec Králové, República Checa, 9 de enero de 1994) es un futbolista checo. Juega de guardameta y milita en el FCSB de la Liga I.

## Trayectoria
Empezó su carrera en las categorías inferiores del Slavia Praga. En el año 2011 se incorporó al Genoa C. F. C. Primavera. El 16 de enero de 2014 fue cedido por media temporada al Reggiana, allí disputó sus primeros 5 partidos como jugador profesional.
Para la siguiente temporada fue cedido por un año al Venezia, pero en enero de 2015 se suspendió el préstamo de común acuerdo y fue cedido, nuevamente, al Mantova para lo que restaba de la temporada.
El 21 de julio de 2015 volvió a ser cedido pero esta vez al Perugia de la Serie B, donde no disputó ningún partido.
El 30 de julio de 2018 fue el Livorno quien logró su cesión para una temporada con opción de compra.

## Selección nacional
Fue convocado a todas las categorías inferiores en su selección nacional.

## Estadísticas
Actualizado el 1 de septiembre de 2016
| Genoa CFC · Italia          | 1.ª                 | 2013                | 0  | 0   | 0 | 0  | - | - | 0  | 0   |
| Genoa CFC · Italia          | Total               | Total               | 0  | 0   | 0 | 0  | - | - | 0  | 0   |
| Reggiana · Italia           | 3.ª                 | 2014                | 5  | -6  | 0 | 0  | - | - | 5  | -6  |
| Reggiana · Italia           | Total               | Total               | 5  | -6  | 0 | 0  | - | - | 5  | -6  |
| Venezia · Italia            | 3.ª                 | 2014                | 11 | -14 | 2 | -3 | - | - | 13 | -17 |
| Venezia · Italia            | Total               | Total               | 11 | -14 | 2 | -3 | - | - | 13 | -17 |
| Mantova · Italia            | 3.ª                 | 2015                | 9  | -9  | 0 | 0  | - | - | 9  | -9  |
| Mantova · Italia            | Total               | Total               | 9  | -9  | 0 | 0  | - | - | 9  | -9  |
| Perugia · Italia            | 2.ª                 | 2015/16             | 0  | 0   | 0 | 0  | - | - | 0  | 0   |
| Perugia · Italia            | Total               | Total               | 0  | 0   | 0 | 0  | - | - | 0  | 0   |
| Genoa CFC · Italia          | 1.ª                 | 2016/17             | 0  | 0   | 0 | 0  | - | - | 0  | 0   |
| Genoa CFC · Italia          | Total               | Total               | 0  | 0   | 0 | 0  | - | - | 0  | 0   |
| Total en su carrera         | Total en su carrera | Total en su carrera | 25 | -29 | 2 | -3 | - | - | 27 | -32 |
| (1)Incluye Copa Italia. (2) |                     |                     |    |     |   |    |   |   |    |     |

## Palmarés

### Títulos nacionales
| Título               | Club | País    | Año  |
| -------------------- | ---- | ------- | ---- |
| Liga I               | FCSB | Rumania | 2025 |
| Supercopa de Rumania | FCSB | Rumania | 2025 |